# André Höhne
André Höhne (Berlijn, 10 maart 1978) is een Duitse snelwandelaar. Hij nam driemaal deel aan de Olympische Spelen en werd meervoudig Duitse kampioen in deze discipline.

## Loopbaan
In 1997 won Höhne bij de Europese kampioenschappen voor junioren de zilveren medaille. Bij de Olympische Spelen van 2004 maakte hij zijn olympisch debuut op de 20 km snelwandelen en werd achtste.
Zijn beste resultaat behaalde hij bij de wereldkampioenschappen van 2005 in Helsinki, waar hij vierde werd. Dit resultaat leek hij bij de WK van 2007 in Osaka te herhalen. Hij vergat echter af te slaan naar het stadion en verloor een paar plaatsen, toen hij alsnog naar het stadion ging. Vervolgens stortte hij 200 meter voor de finish neer met oververhittingsverschijnselen.
Op de Olympische Spelen van 2012 in Londen eindigde Höhne op een elfde plaats met een tijd van 3:44.26.
André Höhne is geen familie van Christoph Höhne, olympisch kampioen 50 km snelwandelen op de Olympische Spelen van 1968.

## Titels
- Duits kampioen 10.000 m snelwandelen - 2002, 2006, 2008, 2009
- Duits kampioen 20 km snelwandelen - 2005, 2007, 2008, 2009
- Duits kampioen 50 km snelwandelen - 2006
- Duits indoorkampioen 5000 m snelwandelen - 2006, 2007, 2008, 2009

## Persoonlijke records

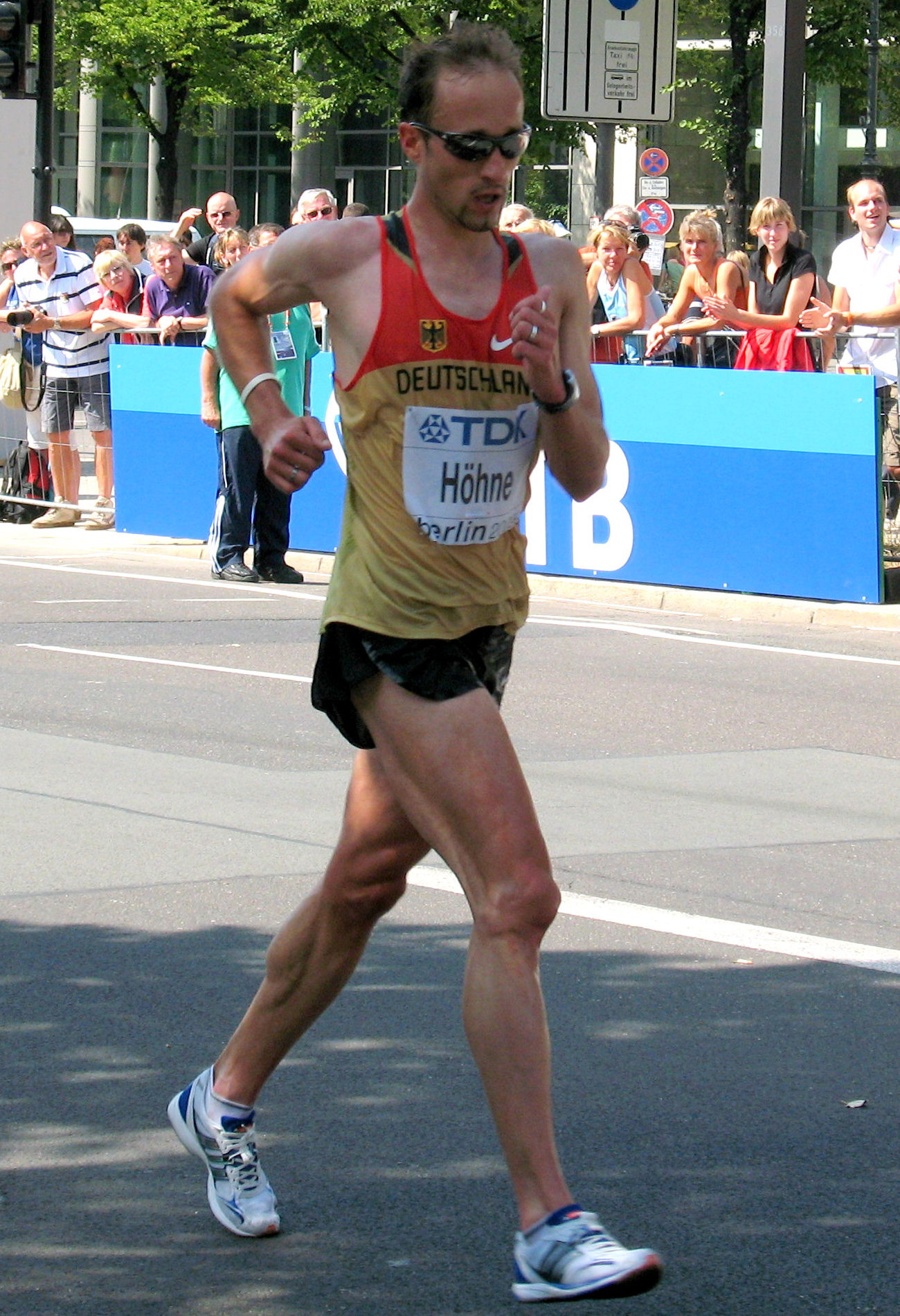
Höhne in actie tijdens de WK van 2009 in Berlijn.

Baan
| Onderdeel             | Prestatie | Datum           | Plaats    |
| --------------------- | --------- | --------------- | --------- |
| 3000 m snelwandelen   | 11.50,83  | 25 januari 2002 | Germiston |
| 10.000 m snelwandelen | 39.24,9   | 26 mei 2004     | Halle     |

Weg
| Onderdeel          | Prestatie | Datum            | Plaats   |
| ------------------ | --------- | ---------------- | -------- |
| 10 km snelwandelen | 40.43     | 4 augustus 2012  | Londen   |
| 20 km snelwandelen | 1:20.00   | 6 augustus 2005  | Helsinki |
| 35 km snelwandelen | 2:36.12   | 4 augustus 2012  | Londen   |
| 50 km snelwandelen | 3:43.19   | 21 augustus 2009 | Berlijn  |

Indoor
| Onderdeel           | Prestatie | Datum            | Plaats  |
| ------------------- | --------- | ---------------- | ------- |
| 5000 m snelwandelen | 18.51,01  | 21 februari 2009 | Leipzig |

## Palmares

### 20 km snelwandelen
- 1997: 102e Wereldbeker - 1:31.07
- 1999: 26e Wereldbeker - 1:25.51
- 2002: 11e EK - 1:21.38
- 2002: 24e Wereldbeker - 1:27.17
- 2003: 13e WK - 1:20.44
- 2004: 15e Wereldbeker - 1:21.27
- 2004: 8e OS - 1:21.56
- 2005: 4e WK - 1:20.00
- 2006: 16e Wereldbeker - 1:21.52
- 2006: 11e EK - 1:24.35
- 2008: 25e OS - 1:23.13
- 2009: 14e WK - 1:21.59
- 2012: 21e OS - 1:22.02

### 50 km snelwandelen
- 2008: 7e Wereldbeker - 3:49.03
- 2008: 12e OS - 3:49.52
- 2009: 5e WK - 3:43.19
- 2010: 7e EK - 3:49.29
- 2012: 11e OS - 3:44.26